# Jang Hyun-soo
Jang Hyun-soo (장현수?, 張賢秀?; Seul, 28 settembre 1991) è un calciatore sudcoreano, difensore dell'Al-Gharafa.

## Carriera

### Club
Ha giocato nel campionato coreano, giapponese e cinese.

### Nazionale
Ha esordito in Nazionale maggiore nel 2013.
Viene convocato per le Olimpiadi 2016 in Brasile. Viene poi convocato dalla Selezione A per i Mondiali di Russia 2018 in cui scende in campo in tutte e 3 le partite della squadra eliminata al primo turno.
Il 1º novembre 2018, dopo 59 partite disputate e 3 reti segnate, viene bandito a vita dalla Nazionale sudcoreana in quanto ha falsificato i documenti attestandosi oltre 200 ore di attività nel sociale per posticipare la leva militare.

## Statistiche

### Cronologia presenze e reti in nazionale
| Cronologia completa delle presenze e delle reti in nazionale ― Corea del Sud | Cronologia completa delle presenze e delle reti in nazionale ― Corea del Sud | Cronologia completa delle presenze e delle reti in nazionale ― Corea del Sud | Cronologia completa delle presenze e delle reti in nazionale ― Corea del Sud | Cronologia completa delle presenze e delle reti in nazionale ― Corea del Sud | Cronologia completa delle presenze e delle reti in nazionale ― Corea del Sud | Cronologia completa delle presenze e delle reti in nazionale ― Corea del Sud | Cronologia completa delle presenze e delle reti in nazionale ― Corea del Sud |
| Data                                                                         | Città                                                                        | In casa                                                                      | Risultato                                                                    | Ospiti                                                                       | Competizione                                                                 | Reti                                                                         | Note                                                                         |
| ---------------------------------------------------------------------------- | ---------------------------------------------------------------------------- | ---------------------------------------------------------------------------- | ---------------------------------------------------------------------------- | ---------------------------------------------------------------------------- | ---------------------------------------------------------------------------- | ---------------------------------------------------------------------------- | ---------------------------------------------------------------------------- |
| 18-6-2013                                                                    | Ulsan                                                                        | Corea del Sud                                                                | 0 – 1                                                                        | Iran                                                                         | Qual. Mondiali 2014                                                          | -                                                                            |                                                                              |
| 24-7-2013                                                                    | Hwaseong                                                                     | Corea del Sud                                                                | 0 – 0                                                                        | Cina                                                                         | Coppa dell'Asia orientale 2013                                               | -                                                                            |                                                                              |
| 14-8-2013                                                                    | Suwon                                                                        | Corea del Sud                                                                | 0 – 0                                                                        | Perù                                                                         | Amichevole                                                                   | -                                                                            |                                                                              |
| 15-11-2013                                                                   | Seul                                                                         | Corea del Sud                                                                | 2 – 1                                                                        | Svizzera                                                                     | Amichevole                                                                   | -                                                                            |                                                                              |
| 14-10-2014                                                                   | Seul                                                                         | Corea del Sud                                                                | 1 – 3                                                                        | Costa Rica                                                                   | Amichevole                                                                   | -                                                                            |                                                                              |
| 14-11-2014                                                                   | Amman                                                                        | Giordania                                                                    | 0 – 1                                                                        | Corea del Sud                                                                | Amichevole                                                                   | -                                                                            | 67’                                                                          |
| 18-11-2014                                                                   | Teheran                                                                      | Iran                                                                         | 1 – 0                                                                        | Corea del Sud                                                                | Amichevole                                                                   | -                                                                            |                                                                              |
| 4-1-2015                                                                     | Parramatta                                                                   | Arabia Saudita                                                               | 0 – 2                                                                        | Corea del Sud                                                                | Amichevole                                                                   | -                                                                            |                                                                              |
| 10-1-2015                                                                    | Canberra                                                                     | Corea del Sud                                                                | 1 – 0                                                                        | Oman                                                                         | Coppa d'Asia 2015 - 1º turno                                                 | -                                                                            |                                                                              |
| 13-1-2015                                                                    | Canberra                                                                     | Kuwait                                                                       | 0 – 1                                                                        | Corea del Sud                                                                | Coppa d'Asia 2015 - 1º turno                                                 | -                                                                            | 19’                                                                          |
| 17-1-2015                                                                    | Brisbane                                                                     | Australia                                                                    | 0 – 1                                                                        | Corea del Sud                                                                | Coppa d'Asia 2015 - 1º turno                                                 | -                                                                            | 78’                                                                          |
| 22-1-2015                                                                    | Melbourne                                                                    | Corea del Sud                                                                | 2 – 0                                                                        | Uzbekistan                                                                   | Coppa d'Asia 2015 - Quarti                                                   | -                                                                            | 81’                                                                          |
| 26-1-2015                                                                    | Sydney                                                                       | Corea del Sud                                                                | 2 – 0                                                                        | Iraq                                                                         | Coppa d'Asia 2015 - Semifinale                                               | -                                                                            | 81’                                                                          |
| 31-1-2015                                                                    | Sydney                                                                       | Corea del Sud                                                                | 1 – 2 dts                                                                    | Australia                                                                    | Coppa d'Asia 2015 - Finale                                                   | -                                                                            |                                                                              |
| 11-6-2015                                                                    | Kuala Lumpur                                                                 | Corea del Sud                                                                | 3 – 0                                                                        | Emirati Arabi Uniti                                                          | Amichevole                                                                   | -                                                                            |                                                                              |
| 16-6-2015                                                                    | Bangkok                                                                      | Birmania                                                                     | 0 – 2                                                                        | Corea del Sud                                                                | Qual. Mondiali 2018                                                          | -                                                                            |                                                                              |
| 2-8-2015                                                                     | Wuhan                                                                        | Cina                                                                         | 1 – 2                                                                        | Corea del Sud                                                                | Coppa dell'Asia orientale 2015                                               | -                                                                            | 90’                                                                          |
| 5-8-2015                                                                     | Wuhan                                                                        | Giappone                                                                     | 1 – 1                                                                        | Corea del Sud                                                                | Coppa dell'Asia orientale 2015                                               | 1                                                                            |                                                                              |
| 9-8-2015                                                                     | Wuhan                                                                        | Corea del Sud                                                                | 0 – 0                                                                        | Corea del Nord                                                               | Coppa dell'Asia orientale 2015                                               | -                                                                            |                                                                              |
| 3-9-2015                                                                     | Hwaseong                                                                     | Corea del Sud                                                                | 8 – 0                                                                        | Laos                                                                         | Qual. Mondiali 2018                                                          | -                                                                            |                                                                              |
| 8-9-2015                                                                     | Sidone                                                                       | Libano                                                                       | 0 – 3                                                                        | Corea del Sud                                                                | Qual. Mondiali 2018                                                          | 1                                                                            | 81’                                                                          |
| 8-10-2015                                                                    | Madinat al-Kuwait                                                            | Kuwait                                                                       | 0 – 1                                                                        | Corea del Sud                                                                | Qual. Mondiali 2018                                                          | -                                                                            |                                                                              |
| 13-10-2015                                                                   | Seul                                                                         | Corea del Sud                                                                | 3 – 0                                                                        | Giamaica                                                                     | Amichevole                                                                   | -                                                                            | 85’                                                                          |
| 12-11-2015                                                                   | Suwon                                                                        | Corea del Sud                                                                | 4 – 0                                                                        | Birmania                                                                     | Qual. Mondiali 2018                                                          | 1                                                                            |                                                                              |
| 24-3-2016                                                                    | Ansan                                                                        | Corea del Sud                                                                | 1 – 0                                                                        | Libano                                                                       | Qual. Mondiali 2018                                                          | -                                                                            |                                                                              |
| 1-6-2016                                                                     | Salisburgo                                                                   | Spagna                                                                       | 6 – 1                                                                        | Corea del Sud                                                                | Amichevole                                                                   | -                                                                            | 70’                                                                          |
| 5-6-2016                                                                     | Praga                                                                        | Rep. Ceca                                                                    | 1 – 2                                                                        | Corea del Sud                                                                | Amichevole                                                                   | -                                                                            |                                                                              |
| 1-9-2016                                                                     | Seul                                                                         | Corea del Sud                                                                | 3 – 2                                                                        | Cina                                                                         | Qual. Mondiali 2018                                                          | -                                                                            | 75’                                                                          |
| 6-9-2016                                                                     | Seremban                                                                     | Siria                                                                        | 0 – 0                                                                        | Corea del Sud                                                                | Qual. Mondiali 2018                                                          | -                                                                            |                                                                              |
| 6-10-2016                                                                    | Suwon                                                                        | Corea del Sud                                                                | 3 – 2                                                                        | Qatar                                                                        | Qual. Mondiali 2018                                                          | -                                                                            |                                                                              |
| 11-10-2016                                                                   | Teheran                                                                      | Iran                                                                         | 1 – 0                                                                        | Corea del Sud                                                                | Qual. Mondiali 2018                                                          | -                                                                            |                                                                              |
| 12-11-2016                                                                   | Cheonan                                                                      | Corea del Sud                                                                | 2 – 0                                                                        | Canada                                                                       | Amichevole                                                                   | -                                                                            |                                                                              |
| 15-11-2016                                                                   | Seul                                                                         | Corea del Sud                                                                | 2 – 1                                                                        | Uzbekistan                                                                   | Qual. Mondiali 2018                                                          | -                                                                            |                                                                              |
| 23-3-2017                                                                    | Changsha                                                                     | Cina                                                                         | 1 – 0                                                                        | Corea del Sud                                                                | Qual. Mondiali 2018                                                          | -                                                                            |                                                                              |
| 28-3-2017                                                                    | Seul                                                                         | Corea del Sud                                                                | 1 – 0                                                                        | Siria                                                                        | Qual. Mondiali 2018                                                          | -                                                                            |                                                                              |
| 7-6-2017                                                                     | Emirato di Ras al-Khaima                                                     | Iraq                                                                         | 0 – 0                                                                        | Corea del Sud                                                                | Amichevole                                                                   | -                                                                            | 46’                                                                          |
| 13-6-2017                                                                    | Doha                                                                         | Qatar                                                                        | 3 – 2                                                                        | Corea del Sud                                                                | Qual. Mondiali 2018                                                          | -                                                                            |                                                                              |
| 31-8-2017                                                                    | Seul                                                                         | Corea del Sud                                                                | 0 – 0                                                                        | Iran                                                                         | Qual. Mondiali 2018                                                          | -                                                                            |                                                                              |
| 5-9-2017                                                                     | Tashkent                                                                     | Uzbekistan                                                                   | 0 – 0                                                                        | Corea del Sud                                                                | Qual. Mondiali 2018                                                          | -                                                                            | 44’                                                                          |
| 7-10-2017                                                                    | Mosca                                                                        | Russia                                                                       | 4 – 2                                                                        | Corea del Sud                                                                | Amichevole                                                                   | -                                                                            | cap.                                                                         |
| 10-10-2017                                                                   | Bienne                                                                       | Corea del Sud                                                                | 1 – 3                                                                        | Marocco                                                                      | Amichevole                                                                   | -                                                                            |                                                                              |
| 10-11-2017                                                                   | Suwon                                                                        | Corea del Sud                                                                | 2 – 1                                                                        | Colombia                                                                     | Amichevole                                                                   | -                                                                            |                                                                              |
| 14-11-2017                                                                   | Ulsan                                                                        | Corea del Sud                                                                | 1 – 1                                                                        | Serbia                                                                       | Amichevole                                                                   | -                                                                            |                                                                              |
| 9-12-2017                                                                    | Tokyo                                                                        | Corea del Sud                                                                | 2 – 2                                                                        | Cina                                                                         | Coppa dell'Asia orientale 2017                                               | -                                                                            | cap.                                                                         |
| 12-12-2017                                                                   | Tokyo                                                                        | Corea del Nord                                                               | 0 – 1                                                                        | Corea del Sud                                                                | Coppa dell'Asia orientale 2017                                               | -                                                                            | cap.                                                                         |
| 16-12-2017                                                                   | Chōfu                                                                        | Giappone                                                                     | 1 – 4                                                                        | Corea del Sud                                                                | Coppa dell'Asia orientale 2017                                               | -                                                                            | cap.                                                                         |
| 27-1-2018                                                                    | Aksu                                                                         | Corea del Sud                                                                | 1 – 0                                                                        | Moldavia                                                                     | Amichevole                                                                   | -                                                                            | 46’                                                                          |
| 30-1-2018                                                                    | Aksu                                                                         | Giamaica                                                                     | 2 – 2                                                                        | Corea del Sud                                                                | Amichevole                                                                   | -                                                                            |                                                                              |
| 24-3-2018                                                                    | Belfast                                                                      | Irlanda del Nord                                                             | 2 – 1                                                                        | Corea del Sud                                                                | Amichevole                                                                   | -                                                                            |                                                                              |
| 27-3-2018                                                                    | Varsavia                                                                     | Polonia                                                                      | 3 – 2                                                                        | Corea del Sud                                                                | Amichevole                                                                   | -                                                                            |                                                                              |
| 7-6-2018                                                                     | Innsbruck                                                                    | Corea del Sud                                                                | 0 – 0                                                                        | Bolivia                                                                      | Amichevole                                                                   | -                                                                            | 71’                                                                          |
| 11-6-2018                                                                    | Grödig                                                                       | Corea del Sud                                                                | 0 – 2                                                                        | Senegal                                                                      | Amichevole                                                                   | -                                                                            |                                                                              |
| 18-6-2018                                                                    | Nižnij Novgorod                                                              | Svezia                                                                       | 1 – 0                                                                        | Corea del Sud                                                                | Mondiali 2018 - 1º turno                                                     | -                                                                            |                                                                              |
| 23-6-2018                                                                    | Rostov                                                                       | Corea del Sud                                                                | 1 – 2                                                                        | Messico                                                                      | Mondiali 2018 - 1º turno                                                     | -                                                                            |                                                                              |
| 27-6-2018                                                                    | Kazan'                                                                       | Corea del Sud                                                                | 2 – 0                                                                        | Germania                                                                     | Mondiali 2018 - 1º turno                                                     | -                                                                            |                                                                              |
| 7-9-2018                                                                     | Goyang                                                                       | Corea del Sud                                                                | 2 – 0                                                                        | Costa Rica                                                                   | Amichevole                                                                   | -                                                                            |                                                                              |
| 11-9-2018                                                                    | Suwon                                                                        | Corea del Sud                                                                | 0 – 0                                                                        | Cile                                                                         | Amichevole                                                                   | -                                                                            |                                                                              |
| 12-10-2018                                                                   | Seul                                                                         | Corea del Sud                                                                | 2 – 1                                                                        | Uruguay                                                                      | Amichevole                                                                   | -                                                                            |                                                                              |
| 16-10-2018                                                                   | Cheonan                                                                      | Corea del Sud                                                                | 2 – 2                                                                        | Panama                                                                       | Amichevole                                                                   | -                                                                            | 78’                                                                          |
| Totale                                                                       |                                                                              | Presenze                                                                     | 59                                                                           |                                                                              | Reti                                                                         | 3                                                                            |                                                                              |

## Palmarès

### Club

#### Competizioni nazionali
- Campionato saudita: 3

Al-Hilal: 2019-2020, 2020-2021, 2021-2022
- Coppa del Re dei Campioni: 2

Al-Hilal: 2019-2020, 2022-2023
- Supercoppa saudita: 2

Al-Hilal: 2021, 2023

#### Competizioni internazionali
- AFC Champions League: 2

Al-Hilal: 2019, 2021

### Nazionale
- Giochi asiatici: 1

2014
- Coppa dell'Asia orientale: 2

2015, 2017